# Armenio clásico
El armenio clásico (Armenio: գրաբար, en pronunciación en el armenio oriental: Grabar, armenio occidental: Krapar; significa "lenguaje literario"; también armenio antiguo o armenio litúrgico) es la forma más antigua atestiguada del idioma armenio. Se escribió por primera vez a principios del siglo V, y toda la literatura armenia desde entonces hasta el siglo XVIII está en armenio clásico. Muchos manuscritos antiguos escritos originalmente en griego antiguo, persa, hebreo, siríaco y latín sobreviven sólo en traducción al armenio.
El armenio clásico sigue siendo el idioma litúrgico de la Iglesia Apostólica Armenia y de la Iglesia Católica Armenia y, a menudo, lo aprenden eruditos bíblicos, intertestamentales y patrísticos dedicados a estudios textuales. El armenio clásico también es importante para la reconstrucción del idioma protoindoeuropeo.

## Fonológia
Hay siete monoftongos:
/a/ (ա), /i/ (ի), /ə/ (ը), /ɛ/ o abiertas e (ե), /e/ o cerradas e (է), /o/ (ո), y /u/ (ու) (transcrito como a, i, ə, e, ē, o, y u respectivamente). La vocal u transcrita se escribe usando las letras armenias para ow (ւ), pero en realidad no es un diptongo.
También hay tradicionalmente seis diptongos:
ay (այ), aw (աւ, luego օ), ea (եա), ew (եւ), iw (իւ), oy (ոյ).

### Consonantes
En la siguiente tabla se muestra el sistema consonántico armenio clásico. Las oclusivas y las consonantes africadas tienen, además de las series sonoras y sordas más comunes, también una serie aspirada separada, transcrita con la notación utilizada para la respiración agitada del griego antiguo después de la letra: p῾ , t῾ , c῾ , č῾ , k῾. Cada fonema tiene dos símbolos en la tabla. La izquierda indica la pronunciación en el Alfabeto Fonético Internacional (AFI); el de la derecha es el símbolo correspondiente en el alfabeto armenio.
|                     |                     | Labiales | Alveolares | Alveolares | Palatales | Velares / Uvulares | Glotales |
| planas              | velarización        | Labiales |            |            | Palatales | Velares / Uvulares | Glotales |
| ------------------- | ------------------- | -------- | ---------- | ---------- | --------- | ------------------ | -------- |
| Nasales             | Nasales             | /m/ մ    | /n/ ն      |            |           |                    |          |
| Oclusivas           | Sonoras             | /b/ բ    | /d/ դ      |            |           | /ɡ/ գ              |          |
| Oclusivas           | Sordas              | /p/ պ    | /t/ տ      |            |           | /k/ կ              |          |
| Oclusivas           | Aspiradas           | /pʰ/ փ   | /tʰ/ թ     |            |           | /kʰ/ ք             |          |
| Africadas           | Sonoras             |          | /dz/ ձ     |            | /dʒ/ ջ    |                    |          |
| Africadas           | Sordas              |          | /ts/ ծ     |            | /tʃ/ ճ    |                    |          |
| Africadas           | Aspiradas           |          | /tsʰ/ ց    |            | /tʃʰ/ չ   |                    |          |
| Fricativas          | Sonoras             | /v/ վ    | /z/ զ      |            | /ʒ/ ժ     |                    |          |
| Fricativas          | Sordas              | /f/ ֆ    | /s/ ս      |            | /ʃ/ շ     | /χ/ խ              | /h/ հ    |
| Aproximantes        | laterales           |          | /l/ լ      | /ɫ/ ղ      |           |                    |          |
| Aproximantes        | centrales           |          | /ɹ/ ր      |            | /j/ յ     |                    |          |
| Vibrantes múltiples | Vibrantes múltiples |          | /r/ ռ      |            |           |                    |          |